# Xã Otsego, Michigan
Xã Otsego (tiếng Anh: Otsego Township) là một xã thuộc quận Allegan, tiểu bang Michigan, Hoa Kỳ. Năm 2010, dân số của xã này là 5.594 người.